# Juan Luis Cebrián

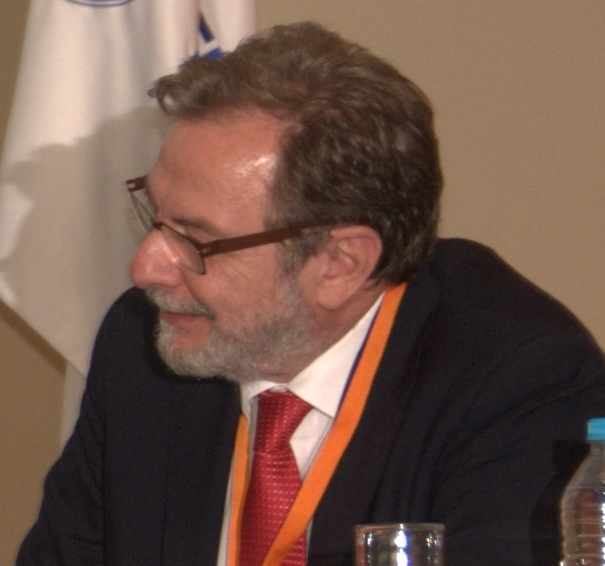
Juan Luis Cebrián Echarri beim Global Governance in Mexiko-Stadt

Juan Luis Cebrián Echarri (* 30. Oktober 1944 in Madrid) ist ein spanischer Journalist, Schriftsteller und Medienunternehmer.

## Leben
Cebrián wurde 1944 in Madrid geboren. Er studierte Philosophie an der Universidad Complutense und erwarb einen Abschluss an der Escuela Oficial de Periodismo.
Cebrián war 1976 neben Jesús de Polanco einer der Gründer der spanischen Tageszeitung El País und war dort bis 1988 als Chefredakteur tätig. Im Jahr 1997 wurde er in die Königliche Spanische Akademie berufen.
Er war eines der Gründungsmitglieder der politischen Zeitschrift Cuadernos para el Dialogo und arbeitete als leitender Angestellter und stellvertretender Redakteur von Pueblo und der Tageszeitung Informaciones de Madrid, für die er zwischen 1963 und 1975 tätig war. Er leitete 1974 den Nachrichtendienst Radiotelevisión Española.
Zwischen 1986 und 1988 war er Vorsitzender des International Press Institute (IPI).
Als persönlicher Assistent von de Polanco war er auch an der Gründung und dem Ausbau des in 22 Ländern aktiven größten spanischen Medienkonzerns PRISA beteiligt. Nach dem Tod de Polancos 2007 folgte er ihm als Geschäftsführer. Mit den einzelnen Konzernfirmen wie Cinco Días, As, Cadena SER und verschiedenen TV-Kanälen, wie Sogecable, deren Präsident er seit 2008 ist, zeichnete er sich auch dafür aus, dass er für den Börsengang von PRISA im Jahr 2000 verantwortlich war. Von 2012 bis 2017 war er Vorsitzender des Verwaltungsrats von PRISA. Cebrián gab am 21. Mai 2018 alle seine Führungspositionen bei PRISA auf. Manuel Mirat übernahm die Präsidentschaft von El País und Cebrián wurde zum Ehrenpräsidenten ernannt.
Als Romancier hat Cebrián trotz seiner vielfältigen Verpflichtungen publiziert. Zwischen 1980 und 2016 veröffentlichte Cebrián 19 Bücher in spanischer Sprache, Belletristik sowie Essays, darunter den ersten Teil seiner Memoiren.
Cebrián wurde 2016 in den Panama Papers genannt.
Cebrián ist Teilnehmer der Bilderberg-Konferenz.
Er ist verheiratet und hat sechs Kinder und fünf Enkelkinder.

## Werke (Auswahl)
- La prensa en la calle: escritos sobre periodismo. Taurus, 1980.
- La España que bosteza: apuntes para una historia crítica de la transición. Taurus, 1981, ISBN 84-306-3045-7
- ¿Qué pasa en el mundo? Los medios de información de masas. Salvat, 1981, ISBN 84-345-7958-8
- Crónicas de mi país. Promotora de Informaciones, 1985, ISBN 84-85371-21-6
- La rusa. Alfaguara, 1986, ISBN 84-204-9800-9
- Los medios en Europa. Salvat, 1987, ISBN 84-7137-980-5
- Retrato de Gabriel García Márquez. Círculo de Lectores, 1989, ISBN 84-226-2966-6
- La isla del viento. Alfaguara, 1990, ISBN 84-204-8077-0
- El tamaño del elefante. ONCE, 1993, ISBN 84-484-0053-4
- El siglo de las sombras: meditaciones urgentes de un europeo de hoy. Aguilar, 1994, ISBN 84-03-59358-9
- Cartas a un joven periodista. Aguilar, 1997, ISBN 84-08-01978-3
- Exaltación del vino y de la alegría. Biliofilia Montillana, 1998, ISBN 84-923756-4-7
- La red: cómo cambiarán nuestras vidas los nuevos medios de comunicación. Círculo de Lectores, 1998, ISBN 84-306-0277-1
- La agonía del dragón. Alfaguara, 2000, ISBN 84-204-4208-9
- Epílogo para adolescentes en Cartas a un joven periodista. Aguilar, 2003, ISBN 978-84-03-09406-2
- Francomoribundia. Alfaguara, 2003, ISBN 84-204-6669-7.
- mit anderen: El 11 de septiembre que cambió nuestro mundo. Consejo social de la Universidad de Valladolid, 2003, ISBN 84-8448-251-0.
- El fundamentalismo democrático. Taurus, 2004, ISBN 84-306-0529-0.
- El pianista en el burdel. Círculo de Lectores, 2009, ISBN 978-84-8109-809-9